# Cyborg (film)
Pour les articles homonymes, voir Cyborg (homonymie).
Série
Cyborg 2: Glass Shadow
(1993)
Pour plus de détails, voir Fiche technique et Distribution.
Cyborg est un film américain réalisé par Albert Pyun, sorti en 1989.

## Synopsis
À l'aube du XXIe siècle, l'Amérique vit un cauchemar. Une épidémie de peste décime la population. Profitant du désordre apocalyptique, des gangs de hors-la-loi font régner la terreur partout où ils passent.
Pearl Prophet, une femme mi-humaine, mi-robot, possède des informations qui, amenées à Atlanta, permettraient de trouver un remède contre la peste. Mais cette dernière tombe entre les griffes de Fender Tremolo, chef d'une bande de pirates barbaresques, qui convoite le remède à son seul profit.
Au cours de son périple vers Atlanta, le groupe est rejoint par Gibson Rickenbacker, homme au passé douloureux, dont le seul but est de débarrasser le monde de Fender, responsable de la perte de ceux qu'il aimait.

## Fiche technique
Sauf indication contraire, les informations mentionnées dans cette section peuvent être confirmées par la base de données cinématographiques IMDb,  présente dans la section « Liens externes ».
- Titre original et français : Cyborg
- Réalisateur : Albert Pyun
- Scénario : Albert Pyun (crédité sous le nom de Kitty Chalmers)
- Musique : Kevin Bassinson
- Décors : Douglas H. Leonard et Yvonne Hegney
- Costumes : Heidi Kaczenski
- Photographie : Philip Alan Waters
- Son : Jim Bridges, Gary Dowling, Alan Selk
- Montage : Scott Stevenson, Rozanne Zingale, Sheldon Lettich (non crédité) et Jean-Claude Van Damme (non crédité)
- Production : Yoram Globus et Menahem Golan
- Production déléguée : Tom Karnowski
- Sociétés de production : Golan-Globus Productions, avec la participation de Cannon Entertainment
- Sociétés de distribution : The Cannon Group (États-Unis), Cannon France (France), Cineplex Odeon Films (Canada)
- Budget : inférieur à 500 000 $[1]
- Pays de production :  États-Unis
- Langue originale : anglais
- Format[2] : couleur (TVC) - 35 mm - 1,85:1 (Panavision) - son Ultra Stéréo
- Genre : action, science-fiction, thriller
- Durée : 86 minutes
- Dates de sortie[3] :
  - États-Unis : 7 avril 1989
  - France : 7 juin 1989
- Classification[4] :
  -  États-Unis : R – Restricted (Les enfants de moins de 17 ans doivent être accompagnés d'un adulte).
  -  France : Interdit aux moins de 12 ans (visa d'exploitation no 69285 délivré le 19 juin 1989)[5]

## Distribution
- Jean-Claude Van Damme (V.F. : François Leccia) : Gibson Rickenbacker
- Deborah Richter (V.F. : Maïk Darah) : Nady Simmons
- Dayle Haddon (V.F. : Annie Balestra) : Pearl Prophet, la femme cyborg
- Vincent Klyn (V.F. : Pascal Renwick) : Fender Tremolo
- Haley Peterson : Haley
- Kristina Sebastian : Haley, enfant
- Terrie Batson (VF : Séverine Morisot) : Mary, la grande soeur d'Haley
- Alex Daniels (V.F. : Jose Luccioni) : Marshall Strat, le garde du corps de Pearl
- Ralf Moeller (crédité Rolf Muller) : Brick Bardo
- Blaise Loong : Furman Vox, le pirate au harpon
- Jackson Rock Pinckney : Tytus
- Janice Graser : Vorg
- Robert Pentz : Base
- Sharon K. Tew : Prather
- Chuck Allen : Vondo
- Stefanos Miltsakakis : Xylo
- Thomas Barley : Willy
- Dale Frye : Sather
- Jophery Brown (VF : Mostéfa Stiti) : Maze, le tenancier du bar
- Jim Creech : Roland Pick

## Production

### Post-production
Selon Albert Pyun, le film put voir le jour à la suite de la perte des droits de la Cannon pour Spider-Man et Les Maîtres de l'Univers 2, la société n'ayant pas payé les droits à temps. Les deux films étant encore en préproduction à ce moment-là (certains décors et costumes ayant déjà été fabriqués), Albert Pyun eut l'idée de réaliser un autre film à la place afin de pouvoir récupérer l'argent dépensé.
Quant à l'écriture du scénario, celui-ci fut écrit à la hâte : Pyun ayant directement repris des noms d'instruments de musiques pour nommer ses personnages principaux (Gibson, Rickenbacker, Fender, Marshall, Pearl), car ils trouvaient que « cela sonnait bien ». Pour autant, cela n'empêcha pas de nombreuses réécritures, notamment après le recrutement de Jean-Claude Van Damme. En effet, dans le scénario original, le personnage principal était un soldat de la garde nationale qui essayait de rentrer dans sa famille à Atlanta pendant l'Apocalypse.

### Distribution des rôles
Chuck Norris était à l'origine choisi par Albert Pyun pour incarner Gibson Rickenbacker. La Cannon préférait cependant « une jeune star de films d'actions avec qui ils pourraient faire de nombreux films et qui plairait à un public plus jeune et lucratif », Jean-Claude Van Damme fut a lors engagé pour le rôle.
Deborah Richter a rencontré Albert Pyun mais n'a pas eu besoin d'auditionner pour obtenir le rôle. Terrie Batson était danseuse et mannequin. Elle obtint le rôle grâce à sa coiffeuse qui avait envoyé sa photo à une agence, Action Casting.

### Tournage
Le tournage a lieu en Caroline du Nord, pour une durée de 24 jours.
Jean-Claude Van Damme aurait accidentellement crevé l'œil de Jackson Pinckney avec le couteau. Pinckney aurait porté plainte et aurait reçu un dédommagement de 485 000 dollars.

### Montage
Le film a été monté durant le tournage dans le studio de Dino de Laurentiis. À la fin de chaque journée de tournage, les rushes étaient envoyés à New York pour être développés puis étaient renvoyés en Caroline du Nord le lendemain. Les monteurs décidaient alors ensemble quelles étaient les meilleures prises. Ainsi, à la fin du tournage, un premier montage avait déjà été finalisé.
À cause de problèmes monétaires, le film fut projeté à Cannes avant qu'il ne soit prêt. La projection test s'étant mal passée, Jean-Claude Van Damme alla voir la Cannon dans le but d'obtenir le droit de réaliser un nouveau montage, qui fut alors distribué.
Certains des acteurs, notamment Terrie Batson, sont redoublés par d'autres comédiens.

## Accueil
Une version plus proche de la vision d'Albert Pyun a été publiée en 2013 sous le nom de Slinger. Dans cette dernière, il n'est plus question de virus qui s'échappe et de remède à trouver. Le but de Fender, l'antagoniste du film, étant de provoquer une apocalypse satanique et de capturer le cyborg afin de l'empêcher de restaurer la technologie qui restituerait le monde à son état moderne.
Le trio comique français Les Inconnus a utilisé les bruitages des scènes de combat entre Van Damme et Vincent Klyn pour bruiter son célèbre sketch des Miséroïdes.

### Box-office
- Box-Office : 9,5–10,2 million $[9]

## Saga Cyborg
- 1993 : Glass Shadow (Cyborg 2), de Michael Schroeder
- 1994 : Cyborg 3: The Recycler (en), de Michael Schroeder